# Takeshi Aoki
Takeshi Aoki (jap. 青木 剛, Aoki Takeshi; * 28. September 1982 in Takasaki, Präfektur Gunma) ist ein japanischer ehemaliger Fußballspieler.

## Karriere

### Verein
Aoki besuchte die Begabtenoberschule Maebashi (Maebashi Ikuei Kōtō Gakkō), die eine große Anzahl an J.League-1- und -2-Spielern hervorgebracht hat.

### Nationalmannschaft
2008 debütierte Takeshi Aoki für die japanische Fußballnationalmannschaft. Er hat insgesamt zwei Länderspiele für Japan absolviert.

## Erfolge
Kashima Antlers
- J1 League: 2007, 2008, 2009

- J.League Cup: 2011

- Kaiserpokal: 2007, 2010

- Japanischer Supercup: 2009, 2010